# Kamil' Kerymov
Kamil' Elman-Ohly Kerymov (in ucraino Каміль Елман-Огли Керимов?; 13 luglio 1999) è un lottatore ucraino, specializzato nella lotta libera. Agli europei di Varsavia 2021 ha vinto la medaglia di bronzo.

## Palmarès
| Anno | Manifestazione  | Sede       | Evento | Risultato | Note |
| ---- | --------------- | ---------- | ------ | --------- | ---- |
| 2016 | Europei cadetti | Stoccolma  | 50 kg  | 7º        |      |
| 2019 | Europei junior  | Pontevedra | 57 kg  | Bronzo    |      |
| 2019 | Mondiali junior | Tallinn    | 57 kg  | 17º       |      |
| 2019 | Mondiali U23    | Budapest   | 57 kg  | 16º       |      |
| 2021 | Europei         | Varsavia   | 57 kg  | Bronzo    |      |

## Altre competizioni internazionali
2020
- Bronzo nei 61 kg al Torneo Internazionale di Kiev ( Kiev)

2021
- 5º nei 61 kg al Torneo Internazionale Ucraino ( Kiev)